# 再一點就好
〈再一點就好〉（日语： mō sukoshi dake ?）是日本雙人音樂組合YOASOBI的第九首單曲，於2021年5月10日發行。此曲是monogatary.com「將小說音樂化」企劃的第四部作品，以《夜遊改編小說大賽vol. 3》的得獎作品、由千春所著的小說《循環往復》為原型創作。

## 製作與背景
〈再一點就好〉由Ayase創作，ikura演唱。是首時長3分40秒，每分鐘100拍的升G大調日本流行音樂。Ayase形容此曲不管在晴天或陰天都能讓聽眾產生新一天真美好的感覺。
2021年1月18日，YOASOBI宣佈富士電視台的晨間新聞節目《鬧鐘電視》將會於4月改以他們創作的歌曲為主題曲，而這首新主題曲亦將會以《夜遊改編小說大賽vol. 3》的得獎作品為原型而創作。2021年3月15日，新人作家千春的《循環往復》（めぐる。）從5,605篇小說作品中脱穎而出，成為這首新主題曲的改編原型。 
2021年3月29日，YOASOBI宣佈新曲名為〈再一點就好〉，並將會在未來一年用作《鬧鐘電視》的主題曲。此曲於5月4日在YOASOBI的電台節目《YOASOBI的All Night Nippon X》上播放了完整版本，並在5月10日登上各大數位音樂下載和串流媒體平台。此曲的音樂視頻將會於2021年夏天發佈。
2021年11月22日，〈再一點就好〉MV正式推出。

## 歌詞內容概述
歌詞內容講述幾位主角在早上出門前看了網上的星座占卜，內容顯示他們將會事事如意，因此他們感到鬥志大增，愉快地開始他們的新一天。而他們態度的改變又連帶影響了身邊的人，將快樂一點一點地散播開去，形成了一條傳播快樂的輸送鏈。

## 封面創作
〈再一點就好〉的封面由動畫導演兼角色設計師Hmng設計，以故事中出現的網上星座占卜內容為背景，並以主角之一的女高中生淡出畫面為構圖。MV也同樣由Hmng操刀，以一位女高中生、一位平凡上班族，以及一位老奶奶的善的循環的故事，呈現《循環往復》小說中想傳達的意念。

## 商業成績
2021年5月10日，〈再一點就好〉在發佈一天後便登上了iTunes下載榜第1位。

## 現場演唱
2021年7月4日，YOASOBI在線上演唱會《SING YOUR WORLD》演唱此曲，此曲為第三首演唱的歌曲。

## 收錄歌曲
| 數位下載 | 數位下載 | 數位下載 | 數位下載 | 數位下載 |
| 曲序     | 曲目     | 词曲     | 编曲     | 时长     |
| -------- | -------- | -------- | -------- | -------- |
| 1.       |          | Ayase    | Ayase    | 3:40     |
| 总时长： | 总时长： | 总时长： | 总时长： | 3:40     |

## 註解
1. ↑  最後MV預告片在2021年11月19日發布，為2021年冬天。詳細延誤原因官方未說明。[8]